# Svinakula
Svinakula var en medeltida svensk frälsesläkt vilken som nordtysk adelssläkt kom till Sverige i början av 1300-talet  med Lyder Svinakula. Ättens vapen var ett galthuvud.

## Historik
Lyder Svinakula (nämnd i livet 1338-1350) var gift med Katarina Sverkersdotter (levde ännu 1375), och i Sverige föddes deras son Henrik Svinakula (nämnd 1368-1381), gift senast 1378 med Kristina Björnsdotter (Färla, Martin Bengtssons ätt), som ägde jord i Närke.
Henrik ägde gårdar i Småland och Östergötland. I slutet av 1350-talet drabbades familjen av ekonomiska svårigheter, de flesta av deras gårdar såldes till frälsemannen Claus Ruska, och deras enda barn, dottern Ingeborg avled i ung ålder.
Ätten är idag mest känd för att Lyder och Henriks stridssköldar, de enda svenska medeltida stridssköldar som finns bevarade, finns i Kristdala kyrka i Småland. 
Släktens tillnamn är sannolikt upptaget från ett ortnamn i Schleswig-Holstein, Tyskland, där bynamnen Schweinkuhl och Schweinkuhle förekommer. Att Lyder Svinakula uppträder i flera brev tillsammans med det från Holstein härstammande svenska riksrådet Kettil Glysing (även kallad Puke Glysing), vilken i likhet med Lyder förde ett svinhuvud i vapnet, pekar också på att ätten Svinakula har sitt ursprung i samma del av Nordtyskland.  
Johan Peringskiöld kopplade utan annan grund än vapenlikhet samman den medeltida Svinhufvudsläkten i Dalarna med frälseätten Svinakula. Dessa uppgifter har sedan upprepats av bland andra Carl Gustaf Kröningssvärd, och så sent som på 1960-talet av Bertil Boëthius. Men Hans Gillingstam visade 1966 i en artikel i Personhistorisk tidskrift på deras orimlighet. Han kunde utifrån det medeltida källorna påvisa att Henrik Svinakula inte kan ha haft två bröder Jöns och Nils, som Kröningssvärd m.fl. infogat i sina konstruerade genealogier över Svinhufvudsläkten för att oriktigt kunna koppla ihop de båda ätterna.